# Mike Campaz
Mike Campaz (San Andrés de Tumaco, 16 novembre 1987) è un ex calciatore colombiano, di ruolo centrocampista.

## Carriera

### Club
Ha giocato nella massima serie dei campionati colombiano, costaricano, azero e panamense.